# Govern Moabita
El Govern Nacional de Moab o Govern Moabita fou una administració autònoma creada pels britànics al sud de la moderna Jordània.
Després de la conferència de San Remo de 1920, la Gran Bretanya va rebre el govern de la zona com a mandat. El recentment nomenat Alt Comissionat britànic a Jerusalem, Herbert Samuel, va enviar a diversos funcionaris a l'est del riu Jordà per crear una administració local. El major Alec Kirkbride es va establir a al-Karak amb un petit destacament de policies i va formar (agost) el que va anomenar Govern Nacional de Moab amb ell mateix com a president (format pels districtes d'Ajloun, Salt i Karak mentre al nord es formava el govern Nacional Ammonita a Amman). El gener de 1921 l'emir Abdal·lah ibn Hussein, fill del xerif haiximita d'Hedjaz, va començar a reunir un exèrcit a Ma'an i va anunciar la seva intenció d'atacar als francesos a Síria. Després d'una breu consulta amb els seus superiors, el major Kirkbride va donar la benvinguda a l'arribada de l'emir. En la conferència del Caire del març de 1921, Abdal·lah va ser reconegut pels britànics com a governant de l'emirat de Transjordània el 30 de març de 1921 i va formar govern el primer govern l'11 d'abril de 1923.